# Еревански държавен университет
Ереванския държавен университет (на арменски: Երեվանի Պետական Համալսարան) е висше учебно заведение в град Ереван, Армения. От 2006 година ректор на университета е Арам Симонян.

## История
Университета е основан на 16 май 1919 година.

## Ректори
- Сергей Амбарцумян (1977 – 1991)
- Норайр Аракелян (1991 – 1993)
- Радик Мартиросян (1993 – 2006)
- Арам Симонян (2006-.)

## Факултети
- Факултет по биология
- Факултет по география и геология
- Факултет по информатика и приложна математика
- Факултет по математика и механика
- Факултет по радиофизика
- Факултет по физика
- Факултет по химия
- Факултет по арменска филология
- Богословски факултет
- Факултет по ориенталистика
- Факултет по журналистика
- Факултет по история
- Факултет по международни отношения
- Факултет по романо-германска филология
- Факултет по руска филология
- Факултет по социология
- Факултет по философия и психология
- Икономически факултет
- Юридически факултет
- Иджевански филиал